# チームK 6th Stage「RESET」
『チームK 6th Stage「RESET」』（チームケー シックスス ステージ リセット）は、AKB48チームK劇場公演の6th Stageである。本項では、その後の別チームによる「おさがり」公演についても記述する。また、公演曲を収録したCDについても記述する。

## 概要
AKB48チームKの6th公演である。2009年8月23日に行われたコンサート『AKB104選抜メンバー組閣祭り』の第3公演で改編を発表された各チームの中で最初に開始された新公演であり、当公演から研究生4名が正規メンバーに昇格している。
この公演は公演期間が約2年7か月となり、AKB48の劇場公演の最長公演記録を更新した。公演回数は全205回（研究生・昇格メンバーのみの公演60回含む）。
この演目は、AKB48の研究生公演、SKE48チームSの4th公演、NMB48チームMの2nd公演、AKB48横山チームK公演、SNH48チームSIIの4th公演、AKB48込山チームK公演、SKE48チームEの7th公演で使われている。

## 公演内容

### 曲目
オープニングアクト
1. 檸檬の年頃
（作詞：秋元康、作曲：スミダシンヤ、編曲：野中"まさ"雄一）

本編
1. overture
（作曲・編曲：尾澤拓実、歌：TAZ）
全AKB48公演共通である。
2. RESET
（作詞：秋元康、作曲：俊龍、編曲：Sizuk）
3. 洗濯物たち
（作詞：秋元康、作曲：平沢敦士、編曲：梅堀淳）
4. 彼女になれますか?
（作詞：秋元康、作編曲：野中"まさ"雄一）
5. ウッホウッホホ
（作詞：秋元康、作曲：Jupiter、編曲：Funta7）
6. 制服レジスタンス
（作詞：秋元康、作曲：伊藤心太郎、編曲：百石元）
7. 奇跡は間に合わない
（作詞：秋元康、作曲：宮島律子、編曲：関淳二郎）
8. 逆転王子様
（作詞：秋元康、作曲：尾飛良幸、編曲：市川裕一）
9. 明日のためにキスを
（作詞：秋元康、作曲：酒井ミキオ、編曲：野中"まさ"雄一）
10. 心の端のソファー
（作詞：秋元康、作曲：カワノミチオ・有馬詩乃、編曲：カワノミチオ）
11. 毒蜘蛛
（作詞：秋元康、作曲：篤永猛彦、編曲：百石元）
12. オケラ
（作詞：秋元康、作曲：春行、編曲：武藤星児）
13. ホワイトデーには…
（作詞：秋元康、作曲：俊龍、編曲：QuinN）
14. ジグソーパズル48
（作詞：秋元康、作曲：カワノミチオ、編曲：樫原伸彦）

アンコール
1. 星空のミステイク
（作詞：秋元康、作曲：吉田将樹、編曲：市川裕一）
2. 夢の鐘
（作詞：秋元康、作曲：樫原伸彦、編曲：梅堀淳）
3. 引っ越しました
（作詞：秋元康、作曲：向井成一郎、編曲：野中"まさ"雄一）

### 演出
- 公演開始前に、日替わりの研究生4名が「前座ガールズ」としてオープニングアクトを務める。
- 「ウッホウッホホ」では、メンバー1人がゴリラの動きを真似たパフォーマンスを行う。
- 「ホワイトデーには…」では、椅子を使用する。
- 「夢の鐘」では、衣装を破る演出がある（衣装の一部が外れるようになっている）。
- 「夢の鐘」後のMCではキャプテンに指名された1名が日替わりで感想を述べる。
- 「引っ越しました」では、終盤に客席に向かってテープを投げる。

## AKB48 チームK 6th Stage「RESET」公演
- 公演期間：2010年3月12日 - 2012年10月24日[2]
- 公演数:全145回[1]
- 出演メンバー
秋元才加・板野友美・内田眞由美・梅田彩佳・大島優子・小野恵令奈・菊地あやか・田名部生来・中塚智実・仁藤萌乃・野中美郷・藤江れいな・松井咲子・松井珠理奈・峯岸みなみ・宮澤佐江・米沢瑠美・横山由依
  - 小野は2010年9月27日の公演で卒業。横山は2010年10月10日に研究生から昇格し、10月27日の公演から参加。米沢は2012年1月24日の公演を最後に2月5日付でAKB48から脱退[3][4]。松井珠は2012年3月24日にSKE48チームSとAKB48チームKの正式に兼任が発表され、6月1日の公演から参加[注 2]し、7月2日まで出演[注 3]。
  - 2011年6月18日にはチームKのメンバーが1人も出演しない公演が行われた[注 4]。

- ユニット曲担当
  - 制服レジスタンス（仁藤・板野・小野 → 横山）
  - 奇跡は間に合わない（野中・宮澤・米沢 → 松井珠）
  - 逆転王子様（内田・峯岸・中塚）
  - 明日のためにキスを（松井咲・秋元・菊地・田名部）
  - 心の端のソファー（藤江・大島・梅田）

- 「ウッホウッホホ」のパフォーマンスは秋元才加が担当。

## AKB48 研究生公演「RESET」
- 公演期間：2012年3月29日 - 9月8日[2]
- 公演数:全60回[1]
- 公演メンバー
  - 研究生
相笠萌、雨宮舞夏、岩立沙穂、梅田綾乃、大森美優、岡田彩花、北汐莉、北澤早紀、サイード横田絵玲奈、佐々木優佳里、篠崎彩奈、高島祐利奈、長谷川晴奈、平田梨奈、村山彩希、茂木忍、森山さくら、渡邉寧々

  - 北・森山は2012年7月30日、雨宮・長谷川・渡邊は同年8月4日の公演をそれぞれ最後に、同年8月5日付で卒業。

  - 昇格メンバー
伊豆田莉奈、大島涼花、小嶋菜月、小林茉里奈、名取椎菜、藤田奈那、光宗薫、武藤十夢、森川彩香

  - 伊豆田・小嶋・小林・名取・藤田・森川は2012年6月24日で研究生から昇格。大島・光宗・武藤は8月24日付で研究生から昇格。
- ユニット曲の主な担当（各曲各ポジションから1名ずつ出演）
  - 制服レジスタンス
    - 小林・高島・武藤
    - 相笠・平田
    - 伊豆田・岡田・北澤

  - 奇跡は間に合わない
    - 雨宮・小林・サイード横田
    - 名取・森川・光宗
    - 大森・佐々木・森山

  - 逆転王子様
    - 梅田
    - 村山・小林・高島・名取
    - 小嶋・篠崎・名取・平田

  - 明日のためにキスを
    - 北・佐々木・平田
    - 茂木・藤田・光宗
    - 北澤・小嶋・森川
    - 大森・サイード横田・渡邊

  - 心の端のソファー
    - 岩立
    - 相笠・大島
    - サイード横田・長谷川・藤田
- 「ウッホウッホホ」のパフォーマンスは茂木忍が担当。

## SKE48 チームS 4th Stage「RESET」公演
- 公演期間：2013年7月23日[6] - 2014年4月21日
- 公演数:全50回
- 出演メンバー
阿比留李帆・石田安奈・磯原杏華・江籠裕奈・大矢真那・木﨑ゆりあ・後藤理沙子・斉藤真木子・佐藤聖羅・都築里佳・出口陽・中西優香・新土居沙也加・松井珠理奈・向田茉夏・矢方美紀・松本慈子
  - 新土居は2013年11月30日の公演で卒業。佐藤は2014年2月27日の公演で卒業。ドラフト生松本は3月11日に正式登録、同月17日の公演から出演。向田は3月23日の公演で卒業。
- ユニット曲担当
  - 制服レジスタンス（都築・木﨑・斉藤）
  - 奇跡は間に合わない（磯原・松井・阿比留）
  - 逆転王子様（後藤・向田→矢方・新土居→木﨑）
  - 明日のためにキスを（佐藤→斉藤・大矢・江籠・出口）
  - 心の端のソファー（矢方・石田・中西）
- 「ウッホウッホホ」のパフォーマンスは佐藤聖羅→矢方美紀が担当。

## NMB48 チームM 2nd Stage「RESET」公演
- 公演期間：2014年5月2日 - 2016年12月25日
- 出演メンバー
東由樹・石塚朱莉・植村梓・鵜野みずき・沖田彩華・川上礼奈・木下百花・久代梨奈・近藤里奈・白間美瑠・高野祐衣・武井紗良・谷川愛梨・中野麗来・藤江れいな・松村芽久未・三浦亜莉沙・三田麻央・村上文香・村瀬紗英・森田彩花・矢倉楓子・山田菜々
木下・武井は2014年5月25日の公演から参加。村上は2015年3月22日付で、三浦は同年3月31日付で、山田は同年4月3日付で、高野は同年7月18日付で卒業。植村は2015年4月3日の公演から出演。鵜野・中野・松村・森田は2015年2月4日昇格。
- ユニット曲担当（各曲各ポジションから1名ずつ出演）
  - 制服レジスタンス
    - 矢倉・沖田・近藤・久代・村上
    - 近藤・東・三浦
    - 沖田・武井

  - 奇跡は間に合わない
    - 谷川・石塚・三田・東・川上
    - 木下・三浦
    - 石塚

  - 逆転王子様
    - 白間・川上・久代・東・石塚
    - 久代
    - 川上・三浦

  - 明日のためにキスを
    - 藤江・三田・石塚・川上
    - 村上・三浦
    - 三田
    - 東・三浦

  - 心の端のソファー
    - 山田・村瀬・村上・沖田
    - 村瀬・沖田・川上
    - 高野・三浦
- 本公演では、「夢の鐘」のあとに「高嶺の林檎」、メドレー（「オーマイガー!」、「北川謙二」、「てっぺんとったんで!」の3曲構成）が挿入されている。
- 2014年6月15日公演より、「高嶺の林檎」が「イビサガール」に差し替えられた。
- 2015年7月16日公演より、チームM曲のオリジナルメドレー(「夏の催眠術」、「右にしてるリング」、「ハート、叫ぶ」、「僕だけのSecret time」の4曲構成)が挿入されている。
- 「ウッホウッホホ」のパフォーマンスは白間美瑠（不在時は東由樹）が担当。

## AKB48 横山チームK「RESET」公演
- 公演期間：2014年5月7日 - 2015年8月26日[2][7]
- 出演メンバー
相笠萌・阿部マリア・石田晴香・岩佐美咲・内田眞由美・北原里英・小嶋真子・兒玉遥・後藤萌咲・小林香菜・島田晴香・下口ひなな・鈴木紫帆里・鈴木まりや・田野優花・永尾まりや・松井珠理奈・宮崎美穂・山本彩・湯本亜美・横山由依
その他のチームのメンバー：飯野雅・市川愛美・谷口めぐ・藤田奈那（いずれもチームA）、梅田綾乃・平田梨奈（いずれもチームB）、大森美優・岡田彩花・北澤早紀・佐々木優佳里・西野未姫・村山彩希（いずれもチーム4）
宮崎は2014年5月16日の公演から参加。内田・小林・下口・鈴木まは2014年5月25日の公演から参加。飯野[注 5]・谷口[注 5]・藤田は2014年10月4日の公演から参加。西野は2015年1月30日の公演から参加。平田・大森は2015年2月10日の公演から参加。北澤・村山は2015年2月18日の公演から参加。梅田・岡田は2015年2月18日の公演に出演。佐々木は2015年4月21日の公演に出演。市川は2015年6月9日の公演に出演。
山本は2014年9月4日の公演、松井は2015年5月21日の公演、兒玉は同年6月29日の公演がそれぞれ最後となった。
鈴木紫は2015年5月21日の卒業公演を最後に、同年5月30日に卒業[8]。内田は2015年8月22日の卒業公演を最後に、同年10月25日卒業[9][注 6]。
- ユニット曲担当（各曲各ポジションから1名ずつ出演）
  - 制服レジスタンス
    - 相笠・下口
    - 山本・相笠
    - 田野・宮崎・平田・村山

  - 奇跡は間に合わない
    - 鈴木紫→鈴木ま・谷口・梅田・北澤・市川・平田
    - 兒玉・島田・鈴木紫・横山・田野・阿部
    - 阿部・大森

  - 逆転王子様
    - 松井・小嶋・田野・飯野・内田・西野・大森・村山
    - 永尾・岡田・平田・北澤
    - 後藤

  - 明日のためにキスを
    - 岩佐・飯野・佐々木
    - 横山・内田・島田・藤田・鈴木紫
    - 北原・内田・北澤
    - 島田・小林・内田

  - 心の端のソファー
    - 湯本
    - 小嶋・田野・鈴木ま・湯本
    - 石田・下口・藤田

- オープニングアクトの「檸檬の年頃」は行なわれず、本編の「overture」から始まっている。なお、2014年12月13日公演から2015年2月25日公演の間は、バイトAKBの4人によるオープニングアクトが行われた[注 7]。
- 「ウッホウッホホ」のパフォーマンスは横山由依（不在時は島田晴香・鈴木紫帆里・阿部マリア）が担当[注 8]。

## SNH48 チームSII 4th Stage「RESET」公演
中国語での公演名称は「勇气重生」
- 公演期間：2014年11月7日[10] - 2015年6月20日（48公演）
- 出演メンバー
陳觀慧、陳思、戴萌、孔肖吟、李宇琪、莫寒、錢蓓婷、邱欣怡、孫芮、温晶婕、呉哲晗、徐晨辰、許佳琪、袁雨楨、趙嘉敏、張語格（以上16名が初日メンバー、他のメンバーも交代で出演）
- ユニット曲担当（初日プログラム）
  - 制服レジスタンス（戴萌、趙嘉敏、張語格）
  - 奇跡は間に合わない（孔肖吟、李宇琪、邱欣怡）
  - 逆転王子様（陳思、莫寒、袁雨楨）
  - 明日のためにキスを（陳觀慧、錢蓓婷、温晶婕、徐晨辰）
  - 心の端のソファー（孫芮、呉哲晗、許佳琪）
- 「夢の鐘」が「ゼロサム太陽」（「日升日落」）に差し替え。
- 「ウッホウッホホ」のパフォーマンスは邱欣怡が担当。

## AKB48 込山チームK「RESET」公演
- 公演期間：2018年7月6日[11][12] - 2022年4月6日[13]
- 出演メンバー
市川愛美・小田えりな・倉野尾成美・小嶋真子・込山榛香・下口ひなな・中野郁海・藤田奈那・峯岸みなみ・武藤小麟・武藤十夢・茂木忍・安田叶・山田菜々美・湯本亜美・横山結衣

- ユニット曲担当
  - 制服レジスタンス
    - 小嶋
    - 安田
    - 横山

  - 奇跡は間に合わない
    - 藤田
    - 山田
    - 湯本

  - 逆転王子様
    - 市川
    - 込山
    - 中野

  - 明日のためにキスを
    - 小田
    - 倉野尾
    - 下口
    - 武藤小

  - 心の端のソファー
    - 峯岸
    - 武藤十
    - 茂木

- 「ウッホウッホホ」のパフォーマンスは下口ひなな。

## SKE48 チームE 7th Stage「RESET」公演
- 公演期間：2025年4月18日[14] -
- 出演メンバー
青木莉樺、赤堀君江、浅井裕華、井田玲音名、太田彩夏、大村杏、上村亜柚香、河村優愛、鈴木愛菜（初日は一部出演）、中坂美祐、仲村和泉、西井美桜、森本くるみ
- ユニット曲担当
  - 制服レジスタンス（大村、河村、西井）
  - 奇跡は間に合わない（青木、井田、中坂）
  - 逆転王子様（浅井、仲村、森本）
  - 明日のためにキスを（井田、太田・中坂、河村、西井）
  - 心の端のソファー（赤堀、浅井、上村）
- 「ウッホウッホホ」のパフォーマンスは赤堀君江が担当。
- 12名体制での公演。
- 青海ひな乃は海外ユニット参加中のため未出演。

## スタジオ収録CD
公演曲を公演メンバーがスタジオ収録したものである。

### チームK 6th Stage「RESET」（CD）
- 収録メンバー
秋元才加・板野友美・内田眞由美・梅田彩佳・大島優子・小野恵令奈・菊地あやか・田名部生来・中塚智実・仁藤萌乃・野中美郷・藤江れいな・松井咲子・峯岸みなみ・宮澤佐江・米沢瑠美
再発盤のみ参加：島崎遥香・島田晴香・竹内美宥・横山由依（いずれも、収録時は研究生）

#### 収録曲

##### オリジナル版
1. overture
2. RESET
3. 洗濯物たち
4. 彼女になれますか?[注 10]
5. ウッホウッホホ
6. 制服レジスタンス（歌：板野・小野・仁藤）
7. 奇跡は間に合わない（歌：野中・宮澤・米沢）
8. 逆転王子様（歌：内田・中塚・峯岸）
9. 明日のためにキスを（歌：秋元・菊地・田名部・松井）
10. 心の端のソファー（歌：梅田・大島・藤江）
11. 毒蜘蛛
12. オケラ
13. ホワイトデーには…
14. ジグソーパズル48
15. 星空のミステイク
16. 夢の鐘
17. 引っ越しました

##### 再発版
オープニングアクトの「檸檬の年頃」を新規収録。
1. 檸檬の年頃（歌：島崎・島田・竹内・横山）
2. overture
3. RESET
4. 洗濯物たち
5. 彼女になれますか?[注 10]
6. ウッホウッホホ
7. 制服レジスタンス（歌：板野・小野・仁藤）
8. 奇跡は間に合わない（歌：野中・宮澤・米沢）
9. 逆転王子様（歌：内田・中塚・峯岸）
10. 明日のためにキスを（歌：秋元・菊地・田名部・松井）
11. 心の端のソファー（歌：梅田・大島・藤江）
12. 毒蜘蛛
13. オケラ
14. ホワイトデーには…
15. ジグソーパズル48
16. 星空のミステイク
17. 夢の鐘
18. 引っ越しました

- Disc 2に各楽曲のオフヴォーカルバージョンを収録。

## 劇場公演DVD

### チームK 6th Stage「RESET」（DVD）
- 収録メンバー
秋元才加・板野友美・内田眞由美・梅田彩佳・大島優子・菊地あやか・田名部生来・中塚智実・仁藤萌乃・野中美郷・藤江れいな・松井咲子・峯岸みなみ・宮澤佐江・横山由依・米沢瑠美

#### 収録曲
1. overture
2. RESET
3. 洗濯物たち
4. 彼女になれますか?
5. ウッホウッホホ
6. 制服レジスタンス（歌：板野・横山・仁藤）
7. 奇跡は間に合わない（歌：野中・宮澤・米沢）
8. 逆転王子様（歌：内田・中塚・峯岸）
9. 明日のためにキスを（歌：秋元・菊地・田名部・松井）
10. 心の端のソファー（歌：梅田・大島・藤江）
11. 毒蜘蛛
12. オケラ
13. ホワイトデーには…
14. ジグソーパズル48
15. 星空のミステイク
16. 夢の鐘
17. 引っ越しました

### SKE48 チームS 4th Stage「RESET」（DVD）
- 収録メンバー
阿比留李帆・石田安奈・磯原杏華・江籠裕奈・大矢真那・木﨑ゆりあ・後藤理沙子・斉藤真木子・佐藤聖羅・都築里佳・出口陽・中西優香・新土居沙也加・松井珠理奈・向田茉夏・矢方美紀

#### 収録曲
1. overture（SKE48 ver.）
2. RESET
3. 洗濯物たち
4. 彼女になれますか?
5. ウッホウッホホ
6. 制服レジスタンス（歌：都築・木﨑・斉藤）
7. 奇跡は間に合わない（歌：磯原・松井・阿比留）
8. 逆転王子様（歌：後藤・向田・新土居）
9. 明日のためにキスを（歌：佐藤・大矢・江籠・出口）
10. 心の端のソファー（歌：矢方・石田・中西）
11. 毒蜘蛛
12. オケラ
13. ホワイトデーには…
14. ジグソーパズル48
15. 星空のミステイク
16. 夢の鐘
17. 引っ越しました

## セルフカバーなど
- 檸檬の年頃（AKB48 4thアルバム）
- 逆転王子様（ノースリーブス6thシングル・カップリング）
- 制服レジスタンス（板野友美3rdシングル・カップリング）